# Phil Anselmo
Philip Hansen Anselmo (New Orleans, 30 giugno 1968) è un cantante e musicista statunitense.
Ha raggiunto la notorietà grazie alla sua militanza nel gruppo musicale groove metal Pantera dal 1987 fino allo scioglimento avvenuto nel 2003. Negli anni successivi Anselmo è rimasto attivo nella scena musicale attraverso numerosi altri gruppi musicali di vari generi heavy metal e da solista con il progetto Philip H. Anselmo & The Illegals.
Nel 2006 la rivista Hit Parader lo ha inserito nella sua lista dei 100 migliori cantanti metal di tutti i tempi alla posizione numero 37.

## Biografia

### L'infanzia
L'infanzia di Phil Anselmo non fu delle più felici, in gran parte a causa del padre, gestore di diversi bar nella città, che era solito ubriacarsi. In un'intervista concessa nel 2002 durante l'Ozzfest, Anselmo ha affermato di aver dato accidentalmente fuoco alla casa dei propri genitori quando aveva quattordici anni con una stufa a legno in un tentativo di spaventare sua sorella minore e una sua amica. Prima di dedicarsi alla carriera musicale, Anselmo lavorò per un certo periodo a bordo della barca del patrigno.

### Gli esordi e i Pantera (1985-1989)
Oltre ad essere un appassionato di gruppi heavy metal, come Black Sabbath, Judas Priest, Venom e Slayer, Phil ascoltava molto hardcore punk e gruppi come Black Flag, Dirty Rotten Imbeciles ed Exploited. Nel 1985 riuscì ad entrare a far parte dei Razor White, una band che si ispirava ai Judas Priest e ne proponeva diverse cover, esibendosi in diversi concerti nei locali di New Orleans. Nel 1987 Anselmo venne notato e chiamato da Dimebag Darrell e Vinnie Paul per sostituire Terry Glaze nei Pantera. Esordì con il gruppo nel disco Power Metal del 1988. Il genere prodotto era un glam metal molto massiccio nel quale Phil diede grande prova delle sue enormi doti vocali, molto vicine a quelle di Rob Halford dei Judas Priest.

### Successo internazionale (1990-1994)
Con Cowboys from Hell (1990) iniziò la trasformazione dei Pantera che estremizzarono ancora di più il loro sound (abbandonando il look glam ottantiano) e la voce di Philip divenne ancora più potente, ma allo stesso tempo melodica. Il sound, che già era parzialmente evidenziato nei precedenti album, venne portato ai propri estremi grazie al produttore Terry Date, che spinse sulle chitarre estremamente compresse e sul trigger della batteria. L'importante svolta, sia a livello musicale che di look, venne completata con l'uscita di Vulgar Display of Power (1992), che fu il disco più venduto del quartetto. Il CD è violento, grezzo, un manifesto di una rivoluzione. A New Level mostra un Anselmo molto aggressivo, in Walk il cantante usa un tono di voce rauco tipico del blues e in Hollow dimostra di possedere anche un'ottima timbrica pulita. Nel 1994 uscì Far Beyond Driven, album che segnò una pesante virata verso il lato più estremo dei Pantera. Anselmo canta ormai quasi solo urlando e sempre più rari sono gli episodi con voce pulita. Le foto del disco, i testi che spesso parlano di droghe e distruzione, la pubblicazione dei primi Vulgar Videos fecero sì che la figura di Anselmo diventasse sempre più mitizzata e imponente.

### I Down e i primi problemi con la droga (1995-1999)
A metà degli anni novanta si concentrò nuovamente su un vecchio progetto, i Down, in cui militavano membri di Corrosion of Conformity e Crowbar. Il gruppo era nato anni prima, ma era stato temporaneamente accantonato perché ogni componente potesse occuparsi della propria band principale; in questo periodo iniziarono a circolare alcuni demo e nel 1995 venne finalmente pubblicato il disco d'esordio, NOLA. Dopo una breve serie di soli tredici concerti, Anselmo tornò però ad occuparsi dei Pantera con cui, nel 1996, pubblicò l'album The Great Southern Trendkill, forse il disco più estremo del gruppo; la voce di Phil subì un notevole cambiamento (come già si era avvertito, in parte, in Vulgar Display of Power), diventando un rantolo cupo e velenoso, conservando però sempre la sua musicalità canora. Da un lato le urla coprirono al meglio le parti più estreme e tirate come War Nerve e Suicide Note Pt 2, dall'altro il timbro devastato e quasi soul va ad aumentare ancor di più l'atmosfera di brani come Suicide Note Pt 1, 10s e Floods. Il 13 luglio 1996, durante un concerto del tour in Texas, Anselmo perse i sensi nel backstage a causa di un'overdose di eroina e venne ricoverato immediatamente in una clinica. Nonostante fosse rimasto per qualche minuto tra la vita e la morte, Phil si salvò senza riportare gravi danni all'organismo (in base a questa esperienza, il cantante scriverà il testo di I Can't Hide, singolo pubblicato nel disco dal vivo Official Live: 101 Proof). Tornato in forma, Anselmo continuò a seguire una serie di progetti paralleli ai Pantera entrando, in veste di chitarrista, in gruppi come Necrophagia, Viking Crown e Southern Isolation (a fianco della sua allora moglie Stephanie Opal) e formò, in veste di cantante, i Superjoint Ritual.

### La fine dei Pantera e i Superjoint Ritual (2000-2004)

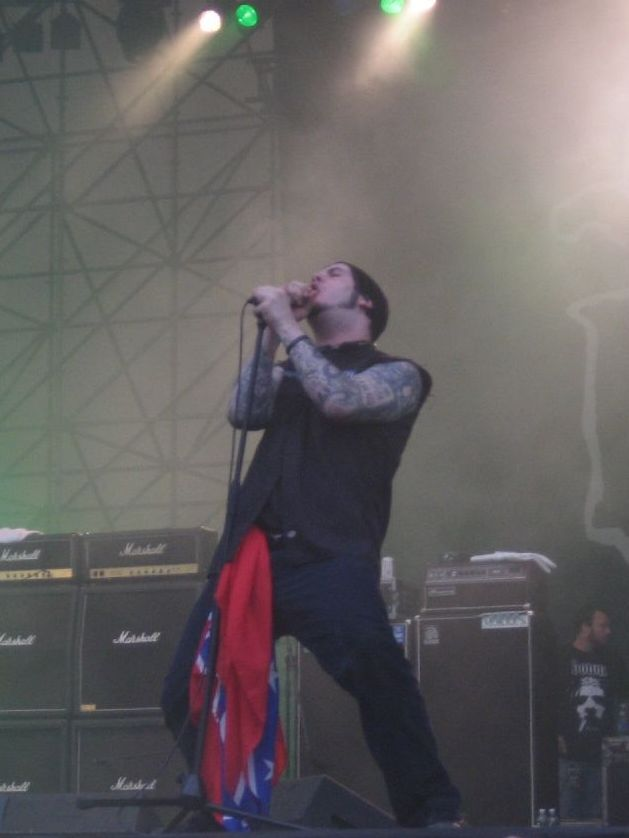
Anselmo con i Down al Gods of Metal

Reinventing the Steel (2000) è l'ultimo lavoro in studio dei Pantera. La band tentò di rifare proprio il ruolo di leader della scena, ma il risultato fu molto al di sotto delle aspettative. Nel 2001 la band si sciolse dopo l'ultimo concerto a Tokyo, anche se venne dichiarato ufficialmente solo nel 2003 dai fratelli Abbott.
Il primo progetto che vide Phil emergere furono i Superjoint Ritual, con i quali Anselmo pubblicò due album, Use Once and Destroy (2002) e A Lethal Dose of American Hatred (2003). Lo stile della band era molto vicino all'hardcore, sebbene la componente metal fosse piuttosto evidente. Le parti di voce sono fondamentalmente urlate e costruite su versi molto veloci. Nel 2002 vide la luce anche il secondo album dei Down, Down II: A Bustle in Your Hedgerow, composto e registrato in due settimane in uno studio approntato in un granaio di proprietà proprio di Anselmo. Lo studio fu battezzato Nodferatu's Lair e, dai quindici giorni di droghe, emerse un disco in cui per la prima volta da anni la voce di Anselmo si dimostrò in forma. Furono infatti presenti le parti urlate tipiche dello stile del cantante ma presentate qui in modo molto più melodico di quanto non siano mai state nei Pantera; sono soprattutto le parti pulite che, grazie al timbro profondo e sofferto di Anselmo, colpiscono in maniera positiva.
Dopo la morte di Dimebag Darrell (ucciso da uno squilibrato fan dei Pantera l'8 dicembre 2004 a Columbus, Ohio, mentre stava suonando in un locale con i Damageplan), Anselmo si dichiarò devastato dalla scomparsa del suo ex compagno di gruppo e si sentì in parte responsabile del suo assassinio: dichiarò in un'intervista, poche settimane prima della tragedia, che Dimebag meritava di essere picchiato selvaggiamente, imputandogli di essere la causa dello scioglimento dei Pantera. La stampa affermò che fu lo stesso Anselmo a decidere di non presentarsi al funerale per rispettare la volontà dei parenti di Dimebag e, in particolare, della sua fidanzata, che gli impedirono di partecipare alla funzione; il cantante dichiarò anche di non aver «potuto salutarlo come avrei voluto e questo mi uccide. Speravo di poter partecipare al suo funerale, ma ho voluto rispettare le volontà della sua famiglia che non mi voleva lì. Dovevo essere lì, ma capisco perfettamente».

Successivamente disse:

### Progetti vari e apparizioni da solista (2005-2012)

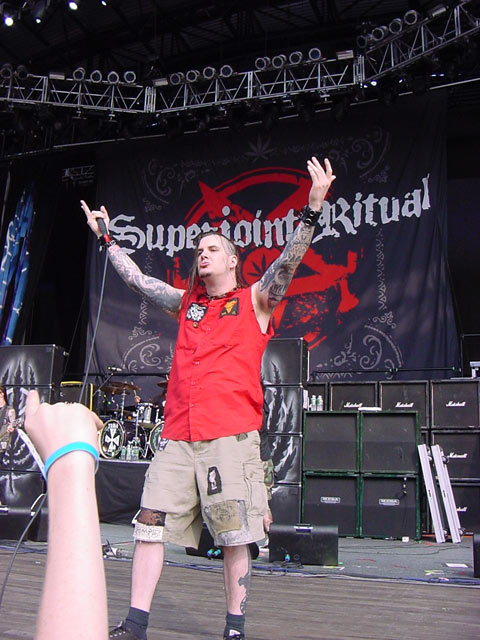
Phil Anselmo con i Superjoint Ritual nel 2004

Poco dopo i funerali del suo ex compagno, Anselmo pubblicò sulla rete un filmato in cui parlava di Darrell, scoppiando in lacrime e affermando che si sarebbe preso una lunga pausa dal mondo della musica. Nel periodo successivo, la vita del cantante divenne particolarmente riservata; ciò che si sa è che riuscì a tagliare definitivamente ogni rapporto con le droghe pesanti e che si sottopose, nel novembre 2005, ad un intervento chirurgico per ricostruire la parte lombare della sua schiena, le cui vertebre erano gravemente danneggiate da anni di vita sul palco. Questa notizia fu fornita direttamente da Anselmo in un'intervista con Revolver Magazine, la prima dalla morte di Dimebag. Nell'intervista Phil rivelò per la prima volta al mondo tutti i problemi che ebbe a causa della sua schiena e che avrebbe dovuto sottoporsi a un intervento fin dal 1996; il dolore, che provava ogni sera sul palco, venne anche indicato come uno dei principali motivi delle sue dipendenze.
Sempre nel 2005 Anselmo è stato una delle migliaia di persone danneggiate dall'uragano Katrina, abbattutosi sull'area di New Orleans. Sebbene non abbia subito alcun lutto, il cantante ha perso la propria casa ed è stato costretto a spostarsi per alcune settimane a Houston. Una volta tornato in città, ha recuperato i propri averi e pagato la cauzione di Mike Williams (cantante degli Eyehategod) che era stato arrestato durante i disordini succeduti all'uragano per possesso di droghe.
Nel marzo del 2006 Phil cantò con gli Alice in Chains, orfani di Layne Staley, durante lo speciale televisivo organizzato dal canale VH1 Decades Rock Live! in onore degli Heart, i brani Them Bones e Would?.
Sempre nel 2006 Phil Anselmo è stato in tour con i Down in Europa per la prima volta; tornati in patria, i Down hanno partecipato come supporto al tour degli Heaven & Hell e hanno pubblicato nel 2007 un nuovo album, intitolato Over the Under. Hank Williams III, nipote di Hank Williams e bassista dei Superjoint Ritual, ha confermato invece che questo progetto è al momento da considerarsi concluso. Fonda una propria etichetta discografica, scegliendo il nome Housecore Records, tramite la quale verrà pubblicato il disco d'esordio degli Arson Anthem, in cui Anselmo suona la chitarra.

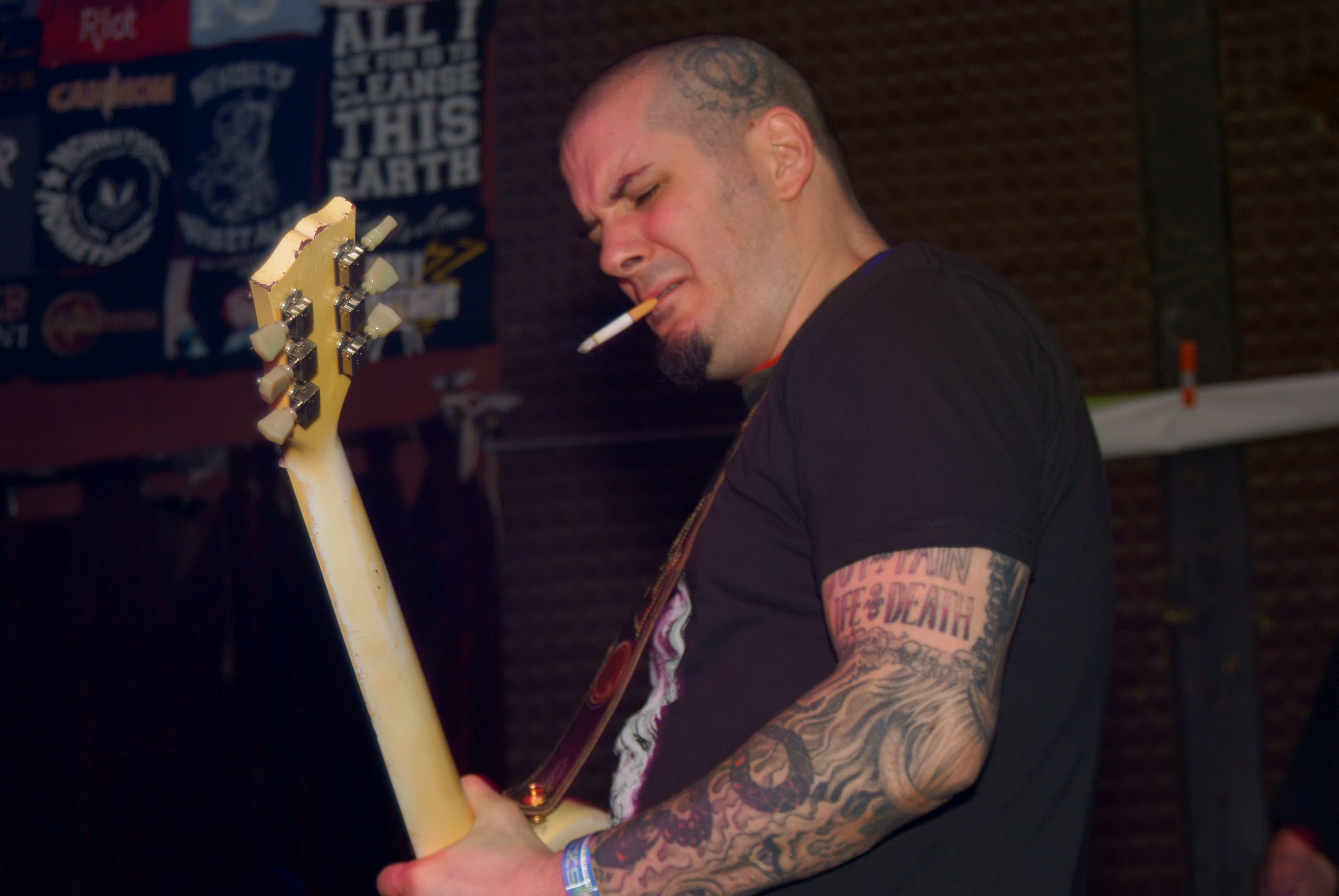
Phil Anselmo nel marzo 2011

Dal 2011 al 2014 prese parte all'evento Metal Masters: nel 2011 si unì come ospite al supergruppo formato da Scott Ian, Charlie Benante, Frank Bello, David Ellefson, Kerry King (Slayer) e Mike Portnoy per cantare New Level e Fucking Hostile dei Pantera; l'anno seguente comparve nuovamente come ospite per cantare le canzoni dei Pantera e non solo, con l'aggiunta alla formazione di Geezer Butler e Dave Lombardo; nella quarta e nella quinta edizione, tenutesi nel 2013 e nel 2014, Anselmo partecipò come membro ufficiale e canta tutti i brani, da quelle dei Pantera a quelle degli Slayer, degli Anthrax e dei Stormtroopers of Death, affiancato da Kerry King, Dave Lombardo, Charlie Benante, Frank Bello, Scott Ian, Gary Holt, Billy Sheehan, Rex Brown e altri ospiti.

### Philip H. Anselmo & The Illegals, Scour ed En Minor (2013-2021)
Il 2 aprile 2013 Anselmo annunciò la pubblicazione del suo primo album da solista Walk Through Exits Only, realizzato con il gruppo spalla The Illegals e pubblicato il 16 luglio dello stesso anno tramite la Housecore Records. Il 12 giugno è stato reso disponibile per l'ascolto il brano Bedridden. Segue nel 2018 il secondo album dei Philip H. Anselmo & The Illegals, Choosing Mental Illness as a Virtue. Con gli Illegals terrà diversi tour internazionali nel quale proporranno spesso anche le cover dei più celebri brani dei Pantera.
Il cantante si mantiene attivo anche su altri progetti, tra i quali i Superjoint (riformatisi nel 2014 dopo aver accorciato il loro nome ufficiale), il suo nuovo supergruppo black metal Scour (formato con membri di Pig Destroyer, Cattle Decapitation, Animosity e altre band grindcore e deathgrind, con i quali pubblica tre EP dal 2017 al 2020: Grey, Red, Black) e con i Down, con i quali continua a produrre nuova musica e programma un tour nell'estate 2020, poi ridotto a due sole date in agosto a causa della Pandemia di COVID-19. Nel 2021 tornano con due date sempre negli Stati Uniti, mentre dalla primavera 2022 sono costantemente in tour sia negli Stati Uniti che in Europa per i festival estivi. Nel 2025 viene pubblicato il primo album del gruppo, Gold.
Nel 2020 Anselmo forma inoltre una band folk rock/blues chiamata En Minor, con membri dei Superjoint e dei Down; il loro primo album, When the Cold Truth Has Worn Its Miserable Welcome Out, esce nel mese di settembre. La maggior parte di queste produzioni vengono pubblicate sotto la Housecore Records, mentre gli Scour vengono messi sotto contratto dalla Nuclear Blast.

### Reunion dei Pantera e ritorno dei Down (2022-presente)

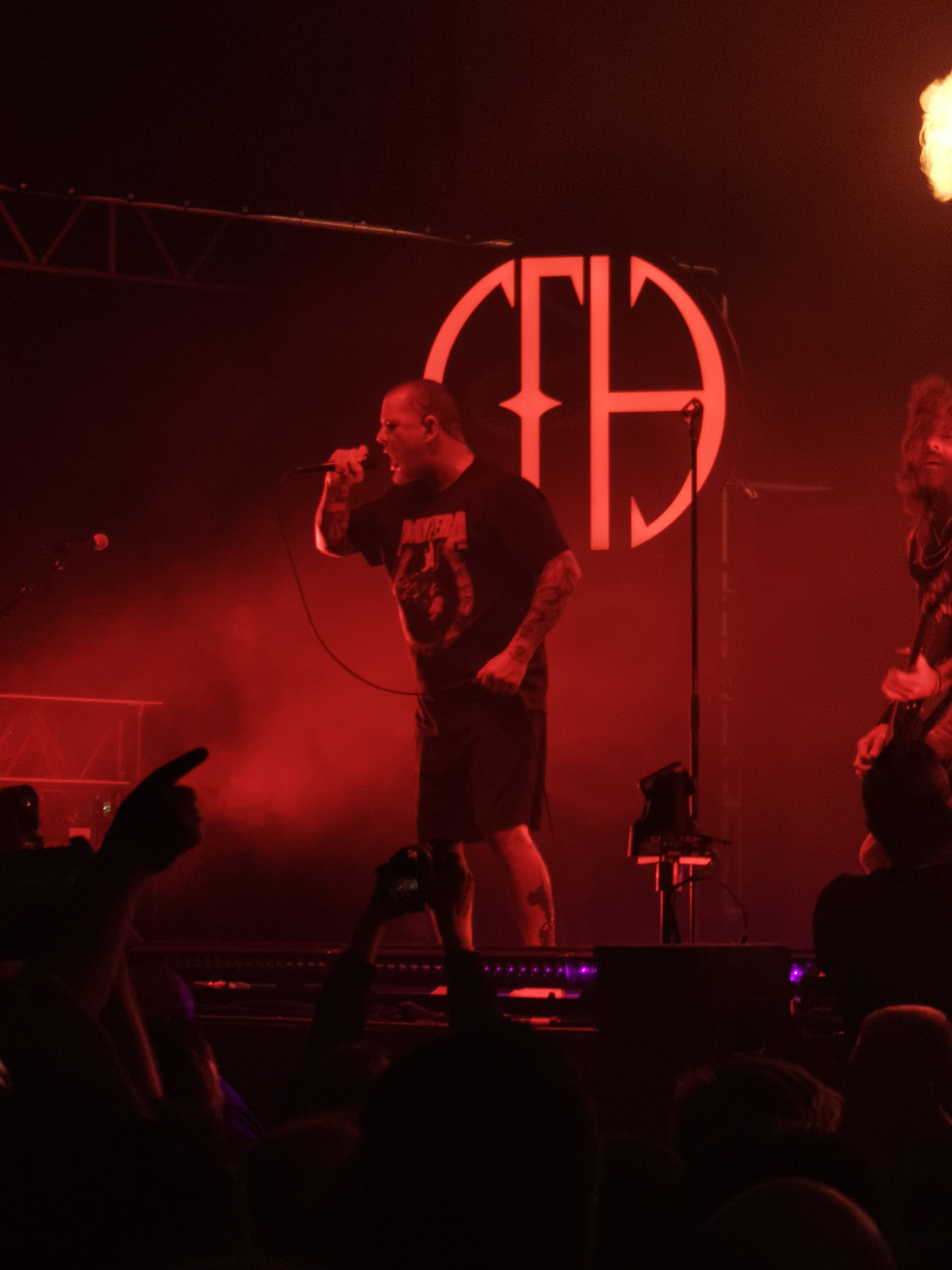
Phil Anselmo in concerto con i Pantera nel 2023

Nel giugno 2022 partecipa, con Gary Holt, Chuck Garric, Nick Oliveri e altri artisti, a una reinterpretazione di Ace of Spades dei Motörhead, brano facente parte dell'album tributo Löve Me Förever: A Tribute to Motörhead. Nel luglio dello stesso anno Anselmo ha annunciato la reunion dei Pantera insieme a Rex Brown, intraprendendo una tournée nel corso del 2023 e per tutto il 2024 con Zakk Wylde e Charlie Benante. Il gruppo continuerà a esibirsi in tutto il mondo anche negli anni successivi, escludendo tuttavia la possibilità di registrare un nuovo album o nuove canzoni con la formazione attuale.
Dopo aver annunciato la propria intenzione di riunirsi per lavorare a un nuovo album già nel 2017, il ritorno dei Down viene inizialmente previsto al Grasspop Metal Festival 2020, tuttavia annullato a causa della pandemia di COVID-19. Nel novembre 2024 il chitarrista Kirk Windstein dichiara che il gruppo è in studio e che verrà pubblicato un nuovo album nel corso del 2025. Viene inoltre annunciato che il gruppo supporterà Danzig durante il suo tour nel marzo dello stesso anno.

## Discografia

### Con i Pantera
- 1988 – Power Metal
- 1990 – Cowboys from Hell
- 1992 – Vulgar Display of Power
- 1994 – Far Beyond Driven
- 1994 – Driven Downunder Tour '94
- 1996 – The Singles 1991-1996
- 1996 – The Great Southern Trendkill
- 1997 – Official Live: 101 Proof
- 2000 – Reinventing the Steel
- 2003 – The Best of Pantera: Far Beyond the Great Southern Cowboys' Vulgar Hits!
- 2010 – 1990-2000: A Decade of Domination
- 2014 – Live at Dynamo Open Air 1998
- 2015 – History of Hostility
- 2018 – Far Beyond Bootleg: Live from Donington '94

### Con i Christ Inversion
- 1994 – Obey the Will of Hell (demo)
- 1995 – 13th Century Luciferian Rites (demo)
- 2008 – Christ Inversion (raccolta)

### Con i Down
- 1995 – NOLA
- 2002 – Down II: A Bustle in Your Hedgerow
- 2007 – Down III: Over the Under
- 2010 – Diary of a Mad Band
- 2012 – Down IV: Part I
- 2014 – Down IV: Part II

### Con i Superjoint Ritual
- 1995 – Demo 95 (demo)
- 1997 – Demo 97 (demo)
- 2002 – Live in Dallas, TX (video)
- 2004 – Live at CBGB (video)
- 2002 – Use Once and Destroy
- 2004 – A Lethal Dose of American Hatred
- 2016 – Caught Up in the Gears of Application

### Con i Necrophagia
- 1998 – Holocausto de la Morte
- 1999 – Through Eyes of the Dead (video)
- 1999 – Black Blood Vomitorium (EP)
- 2001 – Reverse Voices of the Dead / Devil Eyes (split con gli Antaeus)
- 2001 – Cannibal Holocaust (EP)
- 2003 – Kindred of the Dying Kind / Young Burial (split con i Sigh)
- 2005 – Draped in Treachery (split con i Viking Crown)

### Con i Viking Crown
- 1999 – Unhortodox Steps of Ritual (EP)
- 2000 – Innocence from Hell
- 2001 – Banished Rhytmic Hate
- 2005 – Draped in Treachery (split con i Necrophagia)

### Con gli Arson Anthem
- 2008 – Arson Anthem
- 2010 – Insecurity Notoriety

### Con i Philip H. Anselmo & The Illegals
- 2013 – War of the Gargantuas (split con i Warbeast)
- 2013 – Walk Through Exits Only
- 2018 – Choosing Mental Illness as a Virtue

### Con gli Scour
- 2016 – Grey
- 2017 – Red
- 2020 – Black
- 2025 – Gold

### Con Phil + Bill
- 2017 – Songs of Darkness and Despair

### Con gli En Minor
- 2020 – When the Cold Truth Has Worn Its Miserable Welcome Out

### Con i Southern Isolation
- 2001 – Southern Isolation (EP)

### Collaborazioni
- 1996 – Crowbar – Crowbar (cori)
- 1996 – Crowbar – Broken Glass (cori)
- 1996 – Anal Cunt – 40 More Reasons to Hate Us (voce in Van Full of Retards e Gloves of Metal)
- 1998 – Anthrax – Volume 8: The Threat Is Real (voce in Killing Box)
- 1998 – Soilent Green – Sewn Mouth Secrets (voce aggiuntiva)
- 1998 – Vision of Disorder – Imprint (voce in By the River)
- 2000 – AA.VV. – Moonfog 2000 - A Different Perspective (voce e chitarra in Mirror Soul Jesus degli Eibon)
- 2000 – Tony Iommi – Iommi (voce in Time Is Mine)
- 2001 – Biohazard – Uncivilization (voce in HFFK)
- 2001 – Satyricon – Roadkill Extravaganza - A True Roadmovie (Video) (cori in Havoc Vulture)
- 2005 – Skid Row – Road Kill (voce in Cold Gin)
- 2006 – Cerebral Bore – The Dead Flesh Architect (voce narrante in Entombed in Butchered Bodies)
- 2008 – Jarboe – Mahakali (voce in Overthrown)
- 2010 – Warbeast – Destroy (effetti sonori in The Day Of...)
- 2013 – Warbeast – Krush the Enemy (effetti sonori)
- 2015 – Metal Allegiance – Metal Allegiance (voce in Dying Song)
- 2015 – Cattle Decapitation – The Anthropocene Extinction (voce in The Prophets of Loss)
- 2018 – Sigh – Heir to Despair (voce in Homo Homini Lupus)
- 2018 – Child Bite – Burnt Offerings (voce in Siege, Morrissey, Chump Change, Radio Hit, Song #5 e The Usurper)
- 2019 – Gorlock – Thorax Hallways (voce in Lurking Birds Were Sparse but Soared)
- 2020 – King Parrot – Holed Up in the Lair (EP) (cori in Nor Is Yours)